# Jan van den Eynde
Jan van den Eynde lub Vandeneynden (ur. XVI–XVII w. w Antwerpii, zm. 1674 w Neapolu) – flamandzki marszand, kolekcjoner i mecenas sztuki.